# Vane
Vane je moško osebno ime.

## Izvor imena
Ime Vane je različica moškega osebnega imena Vanja oziroma Ivan.

## Pogostost imena
Po podatkih Statističnega urada Republike Slovenije je bilo na dan 31. decembra 2007 v Sloveniji število moških oseb z imenom Vane: 28.

## Osebni praznik
V koledarju je ime Vane zapisano pri imenu Ivan.